# 아우디 A7
아우디 A7(Audi A7)은 아우디에서 생산하는 준대형 패스트백이다.

## 1세대

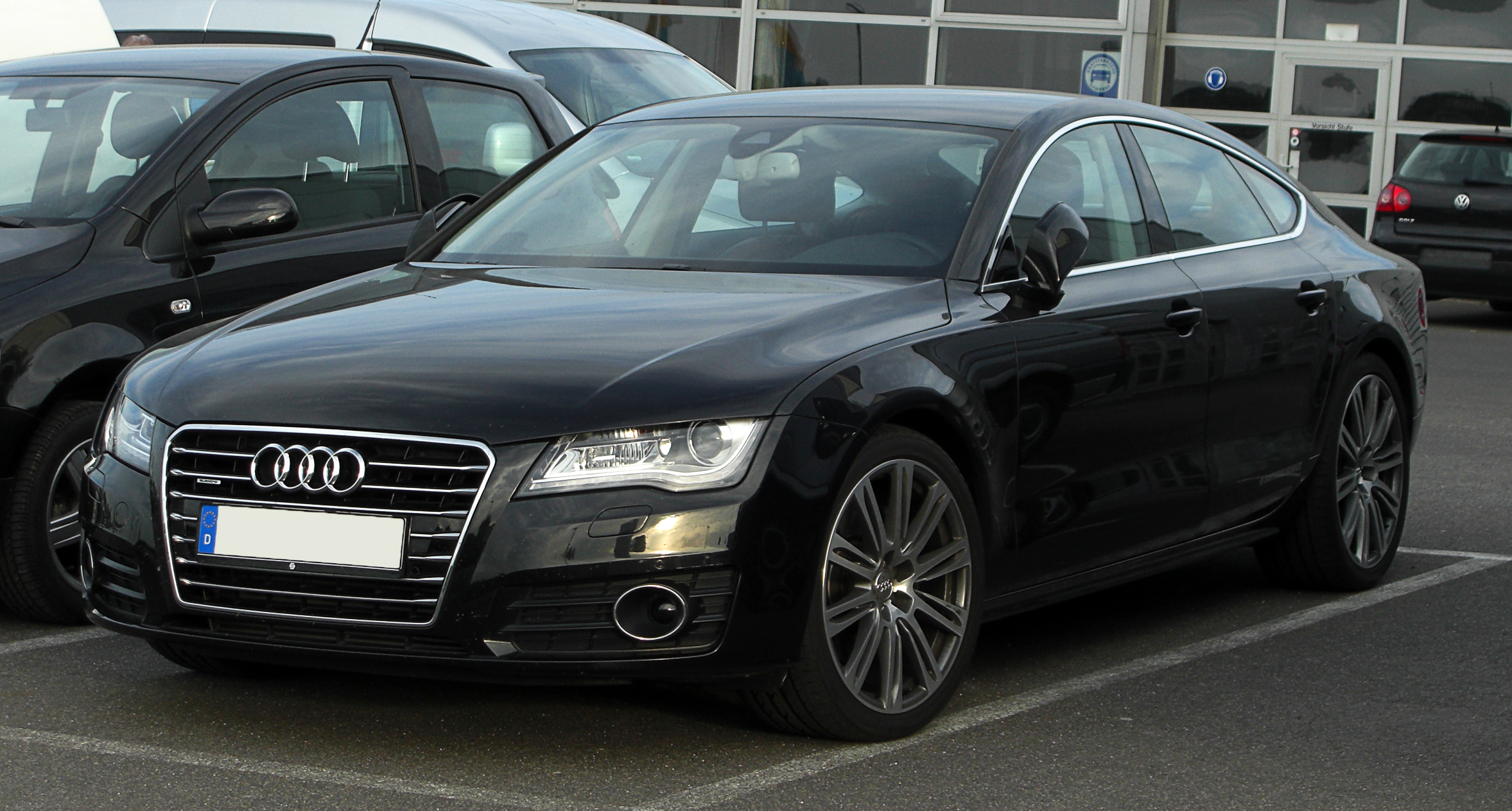
아우디 A7 전기형 정측면

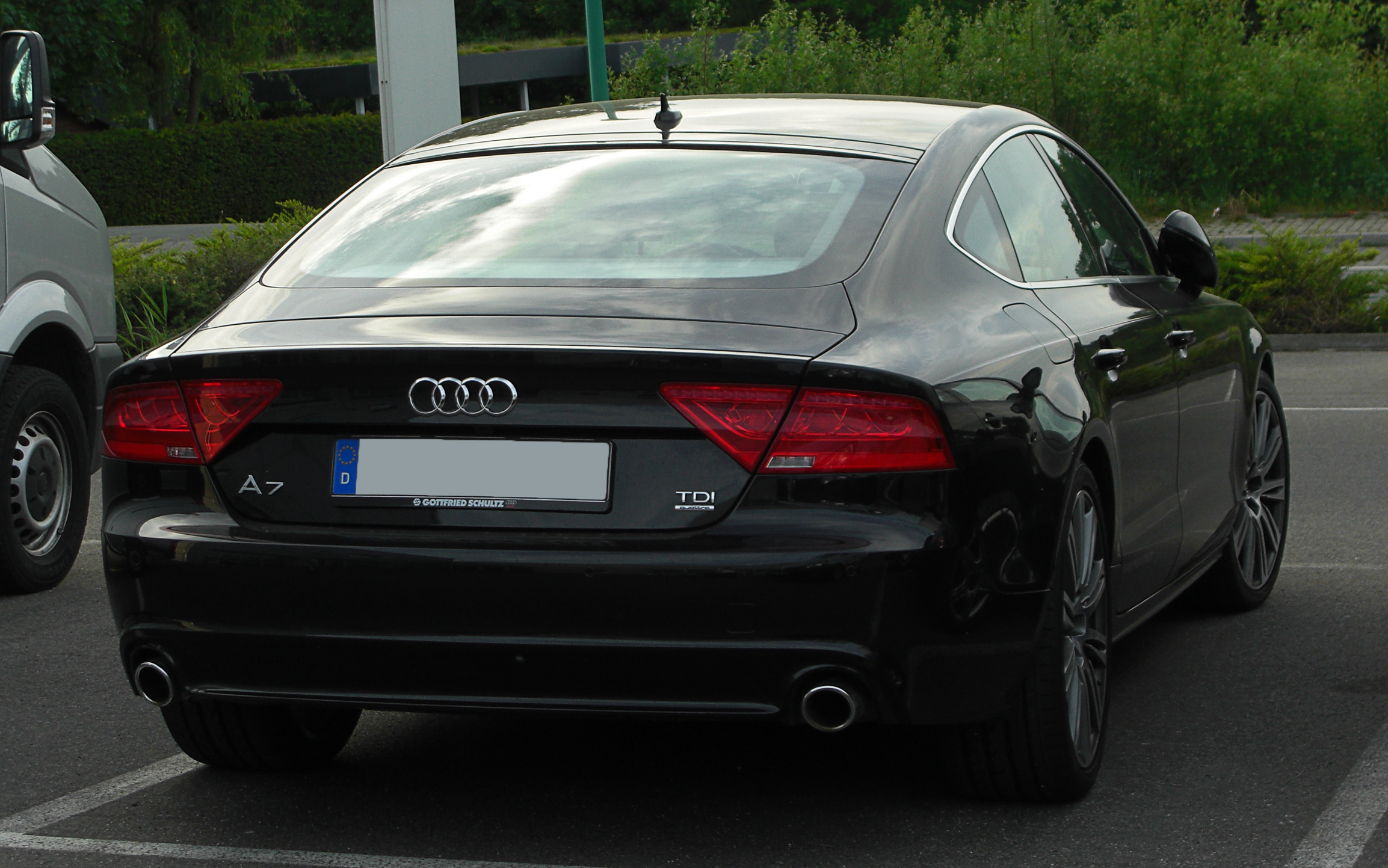
아우디 A7 전기형 후측면

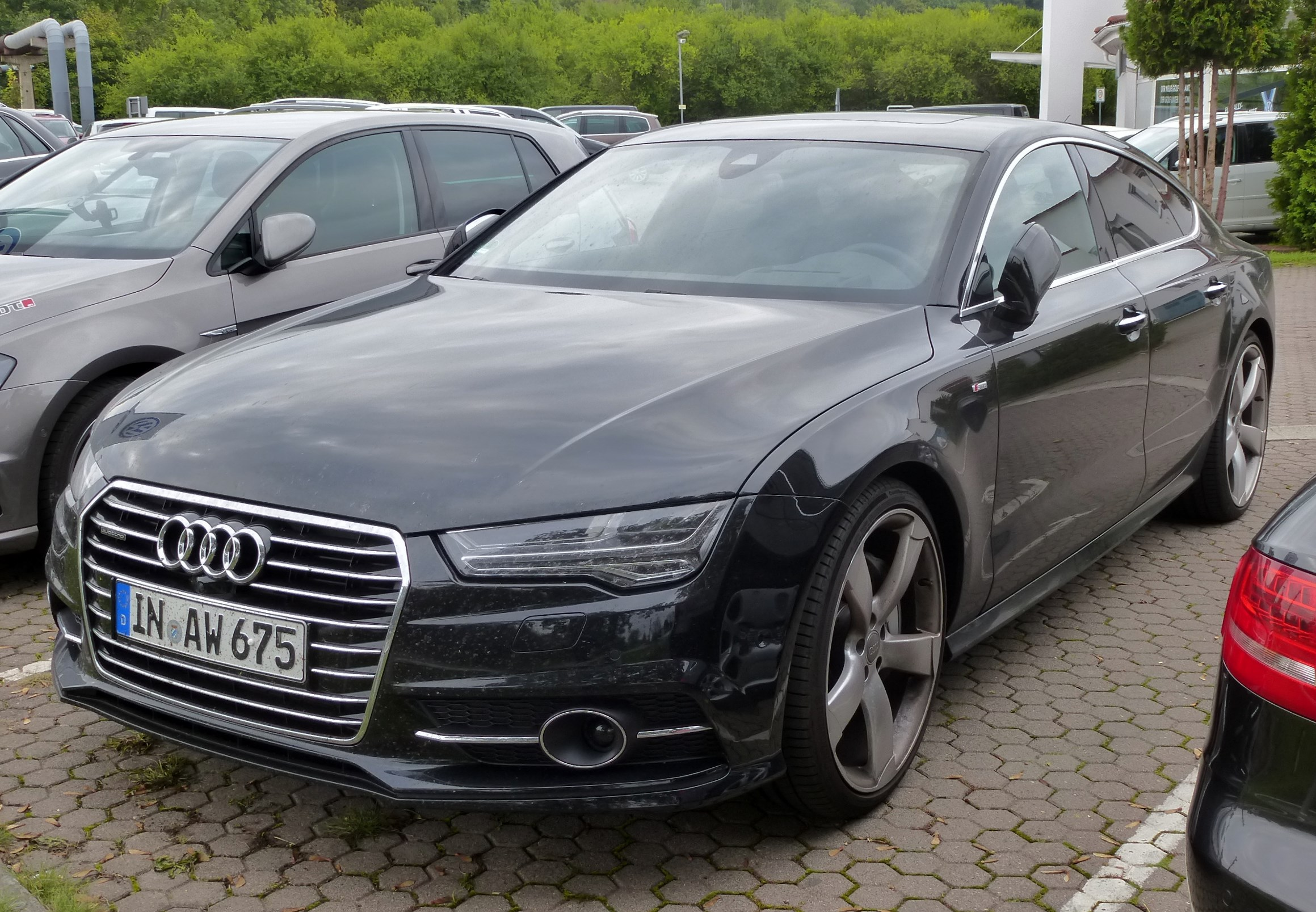
아우디 A7 후기형 정측면

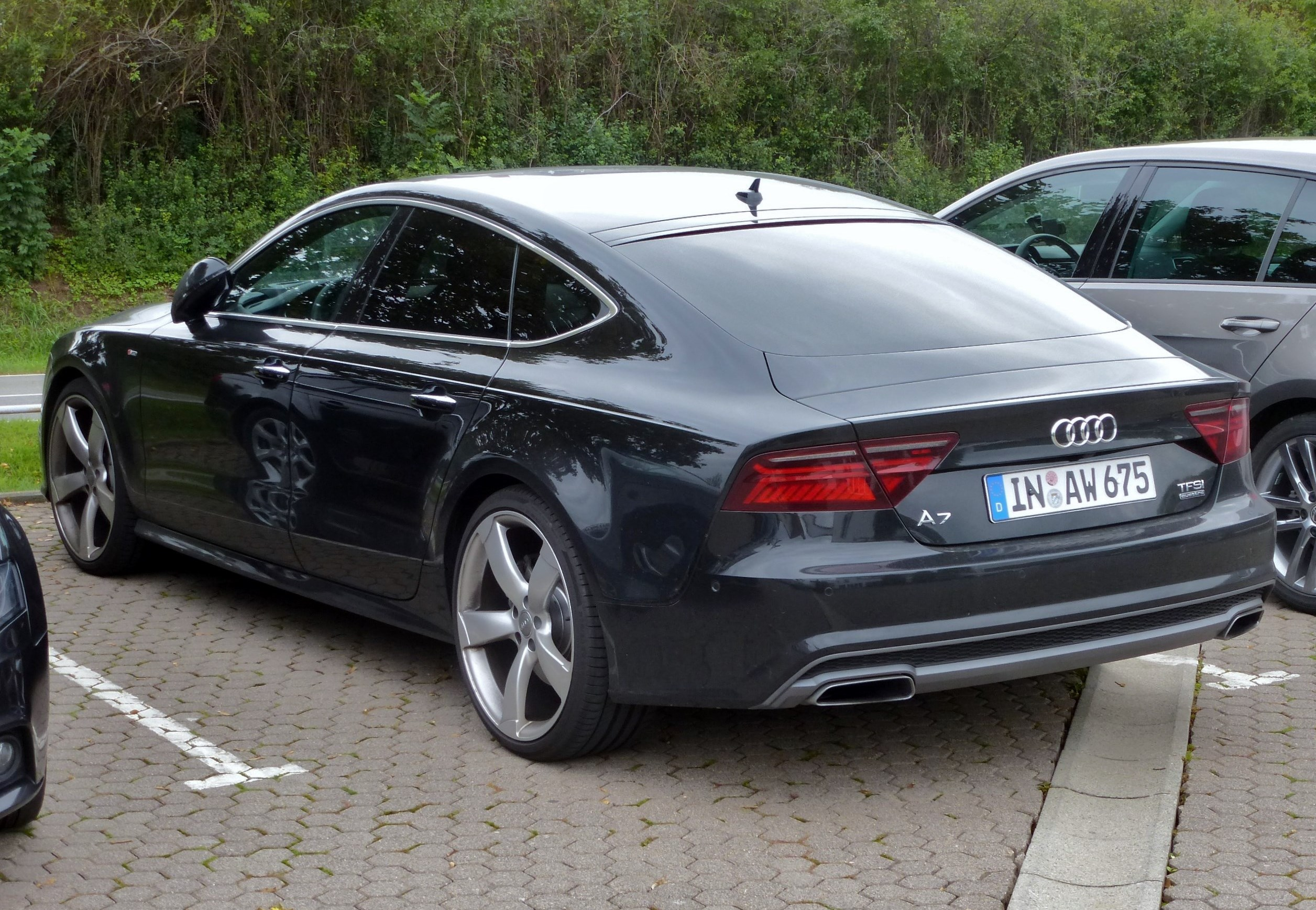
아우디 A7 후기형 후측면

2009년에 개최된 디트로이트 오토쇼에서 스포츠백 컨셉트가 선보였고, 이듬해인 2010년에 양산형인 A7이 출시되었다. 4도어 쿠페 스타일을 지향해 트렁크 리드까지 이어지는 매끈한 루프 라인이 돋보인다. A6(4세대)를 기반으로 하여 제작되었고, 대한민국에서는 2011년부터 정식 수입되었다. 경쟁 차종으로는 메르세데스-벤츠 CLS 클래스, 6 시리즈 그란 쿠페가 있다. V6 2.8L 가솔린부터 V8 4.0L 가솔린 트윈 터보까지 6가지의 가솔린 엔진과 5가지의 디젤 엔진까지 11개의 엔진 라인업을 사용하는데, 그 중 대한민국에는 V6 3.0L 가솔린 직분사 트윈 터보, V6 3.0L 디젤 트윈 터보, V8 4.0L 가솔린 트윈 터보 등 3가지 엔진이 수입되며, 이 중 V8 4.0L 가솔린 트윈 터보는 S7과 RS7에 장착된다. 2014년에 페이스 리프트를 거쳤다.

## 2세대
2017년에 공개되었으며, 아우디 최초의 무빙 라이트가 적용되어 전 세계의 관심을 받았다.